# Thamnobryum aneitense
Thamnobryum aneitense là một loài Rêu trong họ Neckeraceae. Loài này được (Mitt.) W. Schultze-Motel miêu tả khoa học đầu tiên năm 1973.